# Amarte es un placer (canção)
"Amarte Es Un Placer" é uma canção escrita por Juan Carlos Calderón e interpretada pelo cantor mexicano Luis Miguel. Foi lançada como o quarto e último single do álbum Amarte Es Un Placer. 

## Controvérsia
Em 3 de Maio de 2007, um crítico mexicano declarou que Juan Carlos Calderón, Luis Miguel e a gravadora cometeram plágio contra o compositor mexicano Marcos Lifshitz. Após seis anos de julgamento, foi concluído que a canção "Amarte es un Placer" era de fato plágio da canção "Siento Nuestro Aliento" escrito por Lifshitz. Juan Carlos Calderón e a gravadora tiveram que pagar os direitos ao compositor.

## Formato e duração
- Airplay, CD single, gravação promocional

1. "Amarte es un placer" – 3:32

## Charts
| Chart (2000)           | Posição |
| ---------------------- | ------- |
| Hot Latin Songs        | 6       |
| Latin Pop Songs        | 5       |
| Latin Tropical Airplay | 9       |